# Chaetolimon limbatum
Chaetolimon limbatum är en triftväxtart som beskrevs av Igor Alexandrovich Linczevski. Chaetolimon limbatum ingår i släktet Chaetolimon och familjen triftväxter. Inga underarter finns listade i Catalogue of Life.